# Hide Your Heart
Hide Your Heart är ett album av Bonnie Tyler som gavs ut 1988. Producent för albumet var Desmond Child.

## Spårlista
1. "Notes from America" (Desmond Child, Robbie Seidman) – 4:54
2. "Hide Your Heart" (Paul Stanley, Child, Holly Knight) – 4:25
3. "Don't Turn Around" (Diane Warren, Albert Hammond) – 4:18
4. "Save Up All Your Tears" (Child, Warren) – 4:24
5. "To Love Somebody" (Barry Gibb, Robin Gibb) – 5:49
6. "Take Another Look at Your Heart" (Michael Bolton, Child) – 3:47
7. "The Best" (Mike Chapman, Knight) – 4:16
8. "Shy with You" (Seidman) – 3:40
9. "Streets of Little Italy" (Seidman) – 4:37
10. "Turtle Blues" (Janis Joplin) – 4:12